# Căpâlnița
Căpâlnița es una comuna ubicada en el distrito de Harghita, Rumania.

## Superficie
Cuenta con una superficie de 74,97 kilómetros cuadrados.

## Demografía
Hasta 2021 la población era de 2036 habitantes, con una densidad de población de 27,16 habitantes por kilómetro cuadrado.